# Fåglasjön, Halland
Fåglasjön är en sjö i Halmstads kommun i Halland och ingår i Fylleåns huvudavrinningsområde. Sjön har en area på 0,0759 kvadratkilometer och ligger 51 meter över havet..

## Delavrinningsområde
Fåglasjön ingår i det delavrinningsområde (629319-133244) som SMHI kallar för Mynnar i Fylleåns vattendragsyta. Medelhöjden är 127 meter över havet och ytan är 24,99 kvadratkilometer. Det finns inga avrinningsområden uppströms utan avrinningsområdet är högsta punkten. Ulvsnäsabäcken som avvattnar avrinningsområdet har biflödesordning 2, vilket innebär att vattnet flödar genom totalt 2 vattendrag innan det når havet efter 17 kilometer. Avrinningsområdet består mestadels av skog (76 procent). Avrinningsområdet har 0,4 kvadratkilometer vattenytor vilket ger det en sjöprocent på 1,6 procent.